# Газована вода

Бульбашки CO_{2} в газованій воді

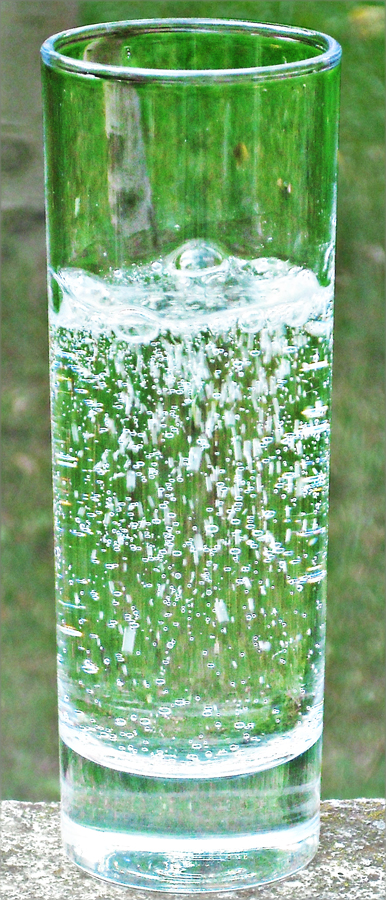
Келих газованої очищеної води, сфотографованої в саду.

Газована вода, підкислена вода, шипуча вода, содова вода — вода, в якій один або більше газів розчиняються природною дією (водного навантаження вуглекислого газу під час його сходження до джерела) чи штучною (шляхом додавання в аптеках, фабриках і інших закладах вуглекислого газу або інших продуктів для створення вугільної кислоти).
Газована вода є визначальним компонентом газованих безалкогольних напоїв. Процес розчинення вуглекислого газу у воді називається карбонуванням.
Газована вода має кисліший смак, ніж звичайна, оскільки вуглекислий газ, розчинений у ній, перетворюється на вугільну кислоту; але смак може відрізнятися від води, яку використовували на початку виробництва. Пекуче відчуття на язиці з'являється від мікроударних хвиль, створених від розриву газових бульбашок.

## Виробництво
Див. Автомат з продажу газованої води

## Використання
Використовують переважно для пиття, але газована вода може бути ще й лікарським засобом. Нею лікують здебільшого розлади шлунку.

## Історія
Людству вона відома вже кілька тисяч років, про що свідчать записи Гіппократа в його трактатах про лікувальні властивості газованої води. Буває натуральною з природних джерел і створеною промислово з використанням спеціальної апаратури. До початку XVIII століття вона була доступною малому колу людей, але після промислової революції отримала широке поширення серед усього населення.

## Вплив на здоров'я
У ХХ-му столітті газовану воду використовують для зупинки блювоти та сприяння функціонуванню шлункового соку.
У XXI-му столітті вважають, що газована вода може привести до надлишку ваги.
Іноді вона може викликати дискомфорт у шлунку, тому не рекомендується її пити до і під час фізичних навантажень.
Газована вода є незначною причиною зубної ерозії. Хоча розчинний потенціал газованої води більший, ніж у звичайної води, він, проте, є доволі низьким. Для порівняння, газовані безалкогольні напої викликають карієс зі швидкістю в кілька сотень разів більше, ніж газована вода. Дегазація газованої води лише трохи знижує її розчинний потенціал, що дозволяє припустити, що додавання цукру у воду, а не газована вода, є основною причиною розвитку карієсу.
Газована вода полегшує симптоми розладів шлунка (диспепсія) і запор, за даними дослідження, в Європейському журналі гастроентерології та гепатології.
Стаття, опублікована у 2004 році, в журналі Nutrition стверджує, що газовані води з вищим рівнем натрію знижують рівень холестерину і ризик серцево-судинних захворювань у жінок в постменопаузі. [Архівовано 9 листопада 2011 у Wayback Machine.]